# Шейнфогель
Шейнфогель (нем. von Scheinvogel) — дворянский род.

## История рода
Предки фамилии Шейнфогелей, пребывая издревле в дворянском достоинстве, служили в Пруссии и в Польше. Давид Шейнфогель от Польского Короля Станислава, с потомками обоего пола удостоен в дворянском достоинстве Польского Королевства, и подтверждён ему герб от древнейших времен, предками его употребляемый.
Потомки сего рода, находясь в России, за службу жалованы чинами, владели недвижимым имением и внесены Лифляндской губернии в родословную дворянскую книгу.
Эмилия фон Шейнфогель (Emilie von Scheinfogel) похоронена к югу от Симферополя в имении своих родственников фон Кесслеров Тотай-кой (сейчас Лозовое).
Надпись на могильной плите:
Wer liebend wirkt
Кто творит с любовью
Bis ihm die Kraft gebruecht
Тот сломит любую силу
Und segnend stirbt
И умирает в благословении
O den vergisst man nicht.
О нём никогда не забудут.
(перевод Игорь Русанов)
В 20 веке самым знаменитым Шейнфогелем стал участник автогонок Эдуард фон Шейнфогель.

## Автогонки
В 1908 году в Нью-Йорке стартовали первые автогонки вокруг земного шара. Благодаря усилиям двух газет — французской «Матэн» и американской «Нью-Йорк Таймс» — состоялся трансконтинентальный марафонский автопробег через Берингов пролив. Он назывался «Нью-Йорк — Париж без помощи парохода» и стартовал с площади Таймс-сквер в день рождения Линкольна — 12 февраля. В нём участвовали девять автомобилей из Америки, Франции, Италии, Германии. Фаворитами гонки были: американец Генрих Генцен, немецкий лейтенант Кеппен, Эдуард фон Шейнфогель (российский подданный, проживающий в Италии). В день рождения президента Линкольна, 12 февраля 1908 г., свыше 50 тысяч нью-йоркцев присутствовали на старте гонок Нью-Йорк — Париж. Длина трассы составляла 13000 миль и проходила через три континента. На призыв совершить очередной автомобильный подвиг откликнулись 19 автомобилистов из США, Германии, Италии и Франции. Среди них — аристократы, промышленники, военные и инженеры. Только 4 экипажа из США, Германии и Италии смогли через месяц, 22 мая, из Владивостока отправиться в дальнейший путь через Восточную и Западную Сибирь, Урал и степи Поволжья. Всего один итальянский экипаж оставался в прежнем составе, остальным пришлось сменить заболевших или выбывших участников.
Байкальская таможенная застава в своем донесении в Иркутск сообщала, что 7 июня через рогатку проследовал автомобиль лейтенанта Кеппэна, 8 июня — автомобиль Г. Генцена, а 25 июня через заставу проехала машина фон Шейнфогеля.

## Описание герба
В щите, имеющем голубое поле, изображены три золотые шестиугольные звезды и под ними, посередине щита, птица, летящая вправо, окруженная сиянием, а по сторонам поставлены по два древа.
Щит увенчан дворянскими шлемом и короною, на поверхности которой видны с правой стороны в латах рука с саблею, с левой — серебряное крыло, а между ними золотая восьмиугольная звезда. Намёт на щите голубой, подложенный золотом. Герб рода Шейнфогель внесён в Часть 8 Общего гербовника дворянских родов Всероссийской империи, стр. 137..